# ديدان عصوية
الديدان العصوية أو الربديات (بالإنجليزية: Rhabditida)‏ هي رتبة من الديدان الأسطوانية.